# Nepiodes sabahensis
Nepiodes sabahensis là một loài bọ cánh cứng trong họ Cerambycidae.